# Les Estrelles Michelin des dels fogons
Les Estrelles Michelin des dels fogons (títol original en danès, Michelin - Fortællinger fra køkkenet; títol en anglès, Michelin Stars - Tales From The Kitchen) és un documental danès del 2017 dirigit per Rasmus Dinesen. S'ha doblat al català pel programa Nits sense ficció de TV3, que va estrenar-lo el 25 de març de 2025.

## Intervencions
- Guy Savoy
- Alain Ducasse
- Andoni Luis Aduriz
- René Redzepi
- Rasmus Kofoed
- Esben Holmboe Bang